# Digeridoo (EP)
Digeridoo è il primo EP del musicista Richard D. James, pubblicato nel 1992 con lo pseudonimo Aphex Twin.
Il disco è stato pubblicato nei formati CD e vinile, le quali si differenziano anche per la lista tracce. Tutte le tracce delle due edizioni sono state ripubblicate nel 1994 nella raccolta Classics.
La traccia Isoprophelx della versione in vinile compare nell'EP Analogue Bubblebath col titolo Isopropophlex e nella compilation Classics col titolo Isopropanol. La traccia Analogue Bubblebath 1 della versione CD non è presente in alcune edizioni.

## Tracce

### CD
1. Digeridoo – 7:11
2. Analogue Bubblebath 1 – 4:46
3. Flaphead – 7:00
4. Phloam – 5:30

### LP
- Lato A

1. Digeridoo – 7:11
2. Flaphead – 4:46

- Lato B

1. Phloam – 5:30
2. Isoprophlex – 6:20